# Клонування людини

Діаграма, що ілюструє технології перепрограмування клітин людини.

Клонування людини — етична і наукова проблема кінця 20 і початку 21 століття, що полягає у можливості формування і вирощування принципово нових людських істот, які би не тільки ззовні, але й на генетичному рівні відтворювали того чи іншого індивіда, тобто генетично ідентичних копій біологічної сутності.
Коли говорять про клонування людей, здебільшого мають на увазі не випадок однояйцевого близнюка при вагітності, а власне штампування людей, хоча однояйцеві близнюки є клонами один одного у повному розумінні цього слова, та цей процес, у разі загибелі ембріона вважається неетичним. 

## Клонування в сучасному світі
Технологія клонування в наш час ще не повністю досліджена. Процес клонування порушує, крім технологічних та медичних багато етичних та правових питань, що лежать в області вивчення біоетики.
Одним із найбільш вивчених методів клонування є метод «перенесення ядра». Саме він і був застосований при клонуванні вівці Доллі у Великій Британії — організму, який прожив достатню кількість років, щоб говорити про успішність експерименту. На думку вчених, така методика є поки що найкращою серед тих, які ми маємо, щоб приступити безпосередньо до розробки методики клонування людей.
На початку 2008 року американські учені заявили, що їм вперше вдалося клонувати людину. Це 5 людських ембріонів, які прожили 5 днів. Далі, аби вивчити матеріал вчені вбили дані ембріони. Через 2 тижні після цього повідомлення Папа Римський виступив із заявою, в якій засудив проведення подібних експериментів, бо вони, на його думку, знищують людську особистість. 
Іншим, більш обмеженим і менш вивченим є метод партеногенезу.
Так звана технологія «розщеплення ембріона», хоч і повинна давати генетично ідентичних між собою організмів, проте не може забезпечити їх ідентичності із батьківським організмом, і через це технологією клонування не вважається і як можливий його варіант не розглядається.

## Типи клонування людини

### Репродуктивне клонування людини
Репродуктивне клонування людини передбачає, що індивід, який народився у результаті клонування повинен отримати ім'я, громадянські права, освіту, виховання, тобто все те, що отримують інші повноправні громадяни держави, що створює правові суперечності та невизначеність щодо цього питання в сучасному світі. Репродуктивне клонування порушує питання природи людської ідентичності.
Репродуктивне клонування людей зустрілося із великою кількістю етичних, релігійних, юридичних проблем, що на сьогоднішній день не мають конкретного вирішення. В більшості країн світу репродуктивне клонування заборонено законом.

### Терапевтичне клонування людини
Терапевтичне клонування людини передбачає, що розвиток ембріону закінчується через 14 днів, використовується для отримання стовбурових клітин з ембріону.
Законодавці багатьох країн бояться, що легалізація терапевтичного клонування може призвести до переходу його у репродуктивне. Проте у деяких державах, як то Велика Британія, терапевтичне клонування є дозволеним.

## Біологічна безпека
Обговорюються проблеми біологічної безпеки клонування людини, зокрема довготривала непередбачуваність генетичних змін, небезпека витоку технологій клонування до різних кримінальних чи терористичних структур.

## Ідентичність клонів
Всупереч поширеній думці, клон не є завжди точною копією людини, на основі якої був клонований, оскільки при клонуванні копіюється лише генотип, а фенотип може бути відмінним, у залежності від навколишнього середовища, обставин. Так, наприклад, якщо взяти шість різних клонів і вирощувати їх у різних умовах:
- клон при поганому харчуванні виросте низьким і худим
- клон, якого постійно перегодовувати і обмежувати у фізичних навантаженнях, буде страждати ожирінням
- клон, який харчувався висококалорійною, але недостатньою на вітаміни та мінерали необхідні для росту їжею, виросте товстим, але невисоким
- клон, забезпечений нормальним харчуванням і серйозними фізичними навантаженнями, виросте сильним і мускулистим
- клон, якому довелося в період росту носити важкі речі, виросте невисоким, але мускулистим
- клон, якому в ембріональному періоді вводили тератогенні речовини, буде мати вроджені відхилення від розвитку

## Суспільство і клонування
Керівник Шотландського наукового центру Рослін Гаррі Ґріффін, в якому були успішно вперше були клоновано вівцю Доллі, повідомив, що у разі клонування людей, вони були би приречені на важкі захворювання і наголосив на необхідності припинення таких експериментів.

## Релігія і клонування
У Ватикані Папа Римський прийняв 7 нових смертних гріхів, серед яких є «маніпуляції на генному рівні».

## Закон і клонування
Питання про клонування людини викликало низку протестів, як зі сторони церкви, так і на законодавчому рівні.
В 1997 році ЮНЕСКО прийняла Загальну декларацію, яка забороняє клонування людини та передбачає суворий контроль держави над усіма дослідженнями в цьому напрямі. Ті або інші форми заборони клонування застосовують Німеччина, Іспанія, Данія, Велика Британія, Італія, Франція, Швеція, Нідерланди, Бельгія, а також Японія, Австралія та інші країни.
Близько 27 країн Європи підписали «Додатковий протокол про заборону клонування людини до Конвенції Ради Європи "Про права людини та біомедицину" 1997 року». У преамбулі Додаткового протоколу відзначається, що «інструменталізація людських істот шляхом навмисного створення генетично ідентичних людських істот є несумісною із гідністю людини і, таким чином, становить зловживання біологією та медициною». 
За повну заборону усіх досліджень, пов'язаних з можливістю клонування людини, висловилася наукова рада при міністерстві освіти Японії. Аналогічною є позиція офіційного Вашингтона. Найкатегоричнішою є церква. Наприклад, Ватикан не раз наголошував на цілковитій неможливості втручання в акт божественного творіння. 